# 趙性根
趙 性根（ちょう せいこん、チョ・ソングン、1876年3月12日 – 1938年5月15日）は、大韓帝国軍および大日本帝国陸軍の軍人。

## 人物

### 日韓併合以前
漢城府出身。1893年に武科（科挙の一つ）に合格し、副尉だった1895年に官費留学の命令を受けて、日本へ渡った。翌1896年に帰国命令が下ったが、その命令を無視して帰国せず、懲戒処分を受けた。1897年に陸軍士官学校（第9期）を卒業した。
懲戒が取り消されると副尉に復任し、再び日本へ留学、帰国後に陸軍武官学校教官などを務めた。1900年には正尉に昇進し、1904年に日露戦争が勃発すると、日本軍の接待委員を引き受け、同年に歩兵参領、翌1905年には歩兵副領に昇進した。1906年に李堈に随行して訪日した際は、日本政府から勲四等旭日小綬章を授与された。
1906年に歩兵正領に昇進したと同時に、武官学校校長に任ぜられた。1907年に、大韓帝国軍の解散を控えて陸軍参将に昇進し、軍部参謀局長と軍務局長に任命された。軍隊解散後には、軍務局長と親衛部武官を務めた。日本政府は、1908年に日露戦争の際、兵站業務において立てた功労を認めて、趙性根に対して700ウォンを恩賜金として授与した。

### 日本統治時代
1910年に日韓併合条約が締結されて以降は、朝鮮駐剳軍司令部所属となり、1920年4月26日に、勅令第118号が発せられた事により、朝鮮軍人たる陸軍参将から一般の陸軍少将に転じ、1928年10月23日には中将に進級した。
1931年に予備役に編入されて以降も、各種団体で活発に活動した。1931年に満洲事変が勃発すると、日本への支持を呼びかける活動に従事し、同年末には“満蒙在住同胞後援会”を設立して委員長を引き受けた。1933年には“京城国防義会”の副会長に就任し、翌1934年には“アジア主義”を提唱し、“朝鮮大亜細亜協会”の準備委員、1937年には日中戦争支援の為の女性団体である“愛国金釵会”の発起人を引き受けた。
1932年に李奉昌が昭和天皇を狙って爆弾を投擲する事件（桜田門事件）が起こると、多くの有力人士と会合を持って、当時の犬養内閣及び朝鮮総督府に遺憾の意を表し、自らに謹慎処分を課した。1936年には崔麟が主導して朝鮮にも徴兵制度を実施する様要求する運動をした際は、率先して発起人となった。日中戦争勃発後に、徴兵制と志願兵制が実施されると、この制度を支持し、兵力動員の増強に積極的に尽力した。
1933年に、総督府の諮問機関である中枢院の参議に任命されたが、2期目の在職中だった1938年に亡くなった。62歳没。

## 栄典
- 1925年（大正14年）5月15日 - 従四位[1]
- 1931年（昭和6年）9月28日 - 従三位[2]

## 死後の評価
2002年に「民族の精気を立てる国会議員の集い」が光復会とともに発表した親日派708人名簿の中枢院部門と、2005年に民族問題研究所で親日人名辞書に収録するために整理した親日人名辞書収録予定者1次名簿において、中枢院部門及び軍人部門の2部門において選定された。2007年に、親日反民族行為真相糾明委員会が発表した親日反民族行為195人名簿の軍人部門にも収録されている。